# Elfried Härle
Elfried Ernst Härle (* 26. Februar 1908 in Meersburg; † 19. Juni 1978 in Gstaad) war ein deutscher Rechtswissenschaftler.

## Leben
Elfried Härle war der Sohn des Steuersekretärs Jakob Härle. Er studierte bis 1930 Rechtswissenschaften an den Universitäten Freiburg, Berlin, Hamburg, Frankfurt am Main und Basel. Nach der Promotion zum Dr. jur. in Basel im Jahr 1931 und der Habilitation 1932 an der Albert-Ludwigs-Universität Freiburg war er von 1934 bis 1938 als Referendar und Urlaubsrichter tätig. 1938 wirkte er als Assessor und Hilfsrichter in Freiburg. Von 1939 bis 1940 war er Syndikusanwalt bei der Basler Versicherungsgesellschaft in Berlin und arbeitete von 1941 bis 1944 als Regierungsangestellter in Krakau. 
Härle wurde 1944 im Zusammenhang mit dem Attentat auf Adolf Hitler vom 20. Juli 1944 verhaftet und floh aus Krakau. Von 1945 bis 1949 war er Amtsrichter in Bühl bei Baden-Baden. Er lehrte von 1949 bis 1950 als außerordentlicher Professor für Völkerrecht an der Universität Rostock und war von 1950 bis 1959 ordentlicher Professor für Völkerrecht sowie Direktor des Instituts für Völkerrecht an der Universität Jena. 1959 kehrte er aus Genf nicht mehr in die DDR zurück. Von 1970 bis 1978 war er Honorarprofessor für Öffentliches Recht an der Universität Marburg.

## Schriften (Auswahl)
- Die allgemeinen Entscheidungsgrundlagen des Ständigen Internationalen Gerichtshofes. Eine kritisch-würdigende Untersuchung über Artikel 38 des Gerichtshof-Statuts. Berlin 1933, OCLC 15722941.